# シルバーバーチ (競走馬)
シルバーバーチ (Silver Birch) はアイルランドの競走馬である。2007年のグランドナショナルに優勝した。
2002年11月に3マイルのハードル競走でデビュー。この時は4着に敗れたが2戦目で初勝利を挙げた。その後は長距離チェイスで実力を発揮させ2004年の秋シーズンでは初戦のハンデキャップチェイスを勝つと、エイントリー競馬場でグランドナショナルと同じコースを使って行われる3マイル3ハロンの競走であるビーチャーチェイスに優勝。更にチェプストウ競馬場で行われたウェルシュナショナルも制すると前回の優勝馬であるアンバリーハウスなどを差し置いてグランドナショナルの1番人気に推された。
しかし、グランドナショナルの1ヶ月前に脚部の故障を発症し出走を断念。2006年1月に復帰し同年のグランドナショナルに10ストーン12ポンド（約69kg）のハンデで出走したが、第15障害のザチェアーで落馬競走中止に終わった。
そして翌2006/07シーズン。シルバーバーチはグランドナショナルまでに5回出走し長距離ハンデキャップチェイスで2回2着になるなど、まずまずの成績を残す。そしてグランドナショナルでは10ストーン6ポンド（約66.2kg）の軽ハンデでの出走となる。道中は馬群の内を追走。2周目のビーチャーズブルックでやや前の馬の落馬のあおりを受けるが、バレンタインズブルックに差し掛かったあたりで先頭に並びかける。そして最終障害で先に先頭に立っていたスリムピッキングスをかわすと、最後は追い込んできたマッケルヴェイをおさえて4分の3馬身差で優勝した。40頭中13頭が完走し勝ちタイムは9分13秒6。単勝人気は34倍だった。
2007/08シーズンは10月のハードル競走で復帰予定だったが、脚部の故障により全休。翌2008/09シーズンに復帰し、3戦1勝の成績でグランドナショナルに向かったが、2周目のビーチャーズブルックで2番人気のブラックアパラッチとともに転倒、競走を中止した。同月末にパンチェスタウン競馬場の競走で2着となり、同シーズンの競走を終えた。

## 血統表
| シルバーバーチの血統ブランドフォード系 / Black Devil5×5=6.25% | シルバーバーチの血統ブランドフォード系 / Black Devil5×5=6.25% | シルバーバーチの血統ブランドフォード系 / Black Devil5×5=6.25% | （血統表の出典） | （血統表の出典） |
| 父 Clearly Bust 1980                                          | 父の父Busted 1963 鹿毛                                        | Crepello                                                      | Donatello II     | Donatello II     |
| 父 Clearly Bust 1980                                          | 父の父Busted 1963 鹿毛                                        | Crepello                                                      | Crepuscule       |                  |
| 父 Clearly Bust 1980                                          | 父の父Busted 1963 鹿毛                                        | Sans Le Sou                                                   | *Vimy            | *Vimy            |
| 父 Clearly Bust 1980                                          | 父の父Busted 1963 鹿毛                                        | Sans Le Sou                                                   | Martial Loan     |                  |
| 父 Clearly Bust 1980                                          | 父の母Clearly Light 1963 栗毛                                 | Never Say Die                                                 | Nasrullah        | Nasrullah        |
| 父 Clearly Bust 1980                                          | 父の母Clearly Light 1963 栗毛                                 | Never Say Die                                                 | Singing Glass    |                  |
| 父 Clearly Bust 1980                                          | 父の母Clearly Light 1963 栗毛                                 | Chandelier                                                    | Goyama           | Goyama           |
| 父 Clearly Bust 1980                                          | 父の母Clearly Light 1963 栗毛                                 | Chandelier                                                    | Queen of Light   |                  |
| 母 All Gone 1981                                              | 母の父Giolla Mear 1965 鹿毛                                   | *Hard Ridden                                                  | Hard Sauce       | Hard Sauce       |
| 母 All Gone 1981                                              | 母の父Giolla Mear 1965 鹿毛                                   | *Hard Ridden                                                  | Toute Belle      |                  |
| 母 All Gone 1981                                              | 母の父Giolla Mear 1965 鹿毛                                   | Iacobella                                                     | Relic            | Relic            |
| 母 All Gone 1981                                              | 母の父Giolla Mear 1965 鹿毛                                   | Iacobella                                                     | Jacopa Bellini   |                  |
| 母 All Gone 1981                                              | 母の母Black Barret 1970                                       | Bargello                                                      | Auriban          | Auriban          |
| 母 All Gone 1981                                              | 母の母Black Barret 1970                                       | Bargello                                                      | Isabelle Brand   |                  |
| 母 All Gone 1981                                              | 母の母Black Barret 1970                                       | Black Grouse                                                  | Black Rock       | Black Rock       |
| 母 All Gone 1981                                              | 母の母Black Barret 1970                                       | Black Grouse                                                  | Fronde F-No.10-d |                  |